# Erwin Hymer Group
Die Erwin Hymer Group SE ist ein Hersteller von Wohnmobilen und Wohnwagen mit Sitz in Bad Waldsee.
Seit 2019 gehört Hymer vollständig zu Thor Industries.
Zur Erwin Hymer Group gehören neben der Ursprungsmarke Hymer unter anderem auch Bürstner, Dethleffs und LMC. Neben den deutschen Produktionsstandorten in Bad Waldsee, Polch, Kehl, Neustadt, Sassenberg und Isny im Allgäu sowie Werken in Frankreich, Italien, Polen und dem Vereinigten Königreich ist der Konzern auch weltweit mit Servicegesellschaften und Vertriebspartnern vertreten.

## Geschichte

### 1923–1990: Hymer und Eriba

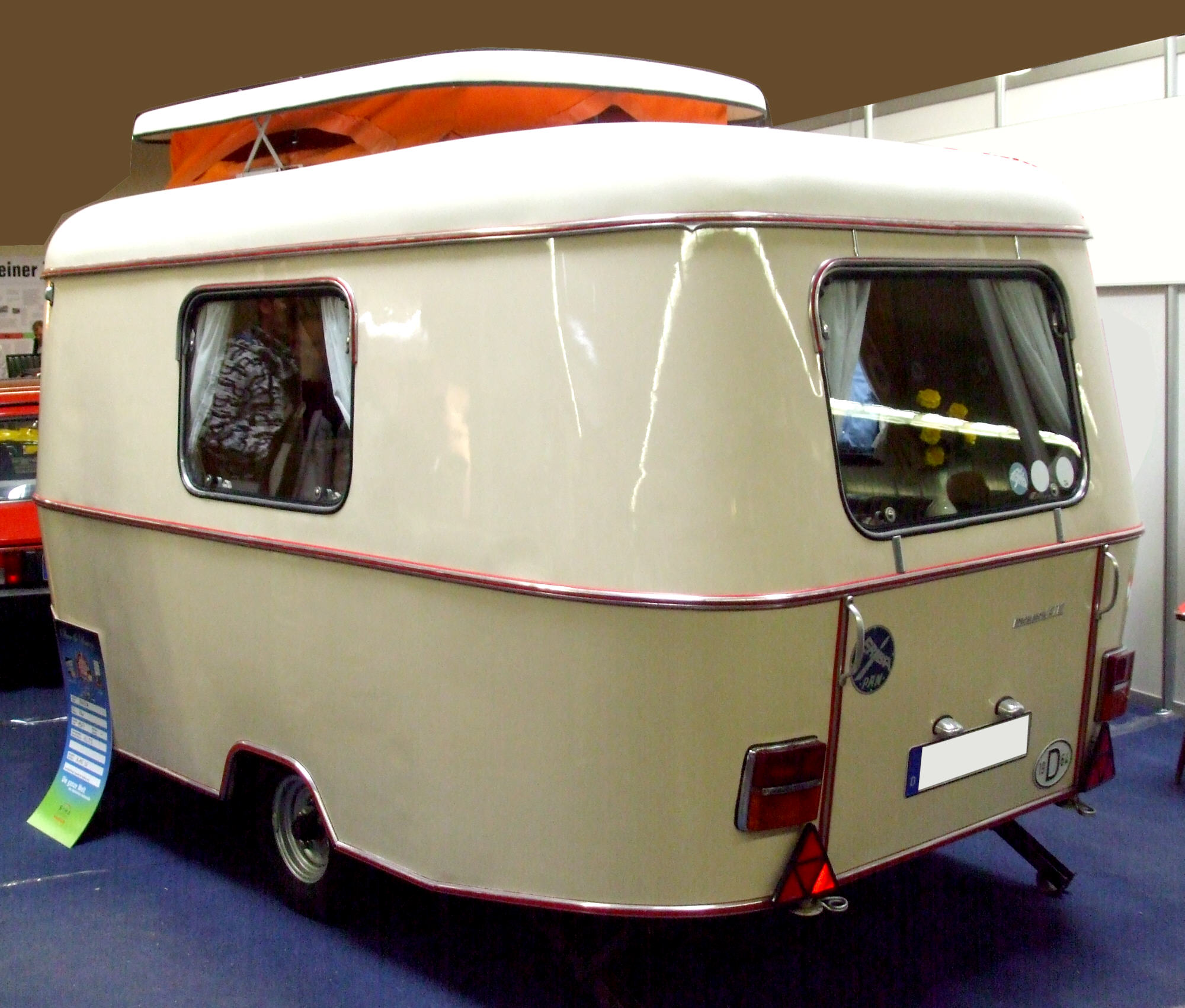
Eriba Pan 1964

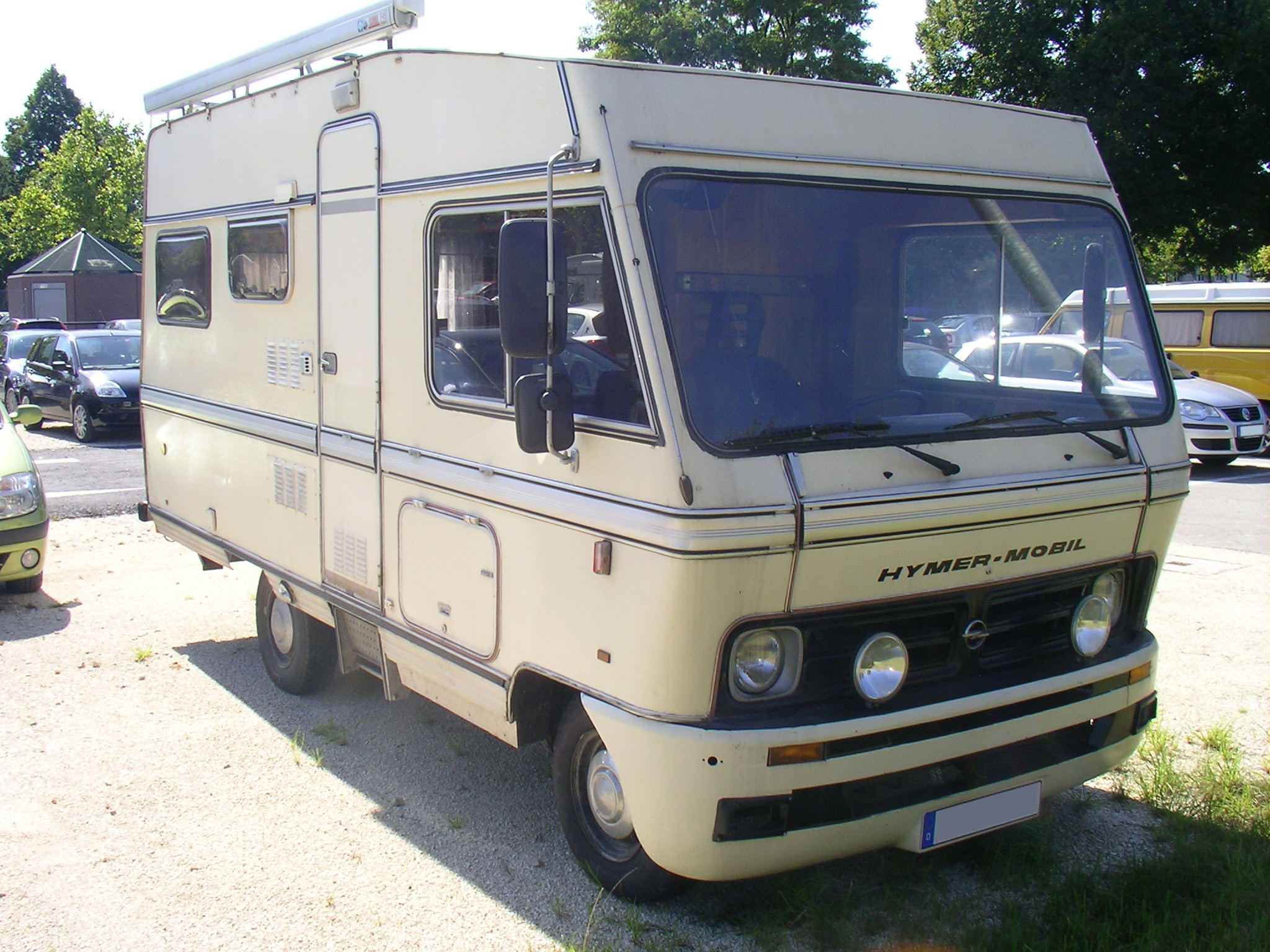
Hymer-Mobil

Alfons Hymer führte seit 1923 in Bad Waldsee eine Reparaturwerkstatt, in der Mitte der 1950er Jahre auch gummibereifte Anhänger für Traktoren hergestellt wurden. 1956 gab Erich Bachem bei Hymer den Bau eines von ihm entwickelten Wohnwagens aus Sperrholz in Auftrag. Zum Vertrieb gründeten er und Erwin Hymer 1957 Eriba (benannt nach dem Konstrukteur Erich Bachem). Gleichzeitig trat Erwin Hymer in das Unternehmen seines Vaters ein und konstruierte 1957 bei Hymer den ersten Prototyp des Modells Troll. Nachdem sich diese Freizeitfahrzeuge als Marktlücke herausgestellt hatten, startete man 1958 mit der Serienfertigung der Eriba-Touring-Baureihe, die bis heute gebaut wird. Erich Bachem war im Zweiten Weltkrieg Flugzeugentwickler, erst Cheftechniker bei den Fieseler Werken, dann zeichnete er unter eigenem Namen für den Raketenjäger Bachem Natter verantwortlich.
1961 wurde mit dem Caravano, einem Wohnmobil mit Hubdach auf Basis eines Borgward B 611, das erste Hymer-Reisemobil auf den Markt gebracht. Die Produktion wurde aber kurze Zeit später, nach nur drei gebauten Fahrzeugen, aufgrund der Insolvenz von Borgward wieder eingestellt. Ein neuer Versuch mit Reisemobilen folgte erst 1971 mit der Serienfertigung des Hymermobils auf Mercedes-Benz-Basis. Bis dahin hatte sich das Unternehmen vom Handwerks- zum Industriebetrieb entwickelt und schon 1966 den 10.000. Caravan gebaut. 1980 fusionierten die beiden Unternehmen Eriba und Hymer. In den Jahren 1972 bis 1974 wurden u. a. auf der Basis des Mercedes 407/508 erste Fahrzeuge gefertigt. Insgesamt 100 Fahrzeuge.
Für die Modelle der Saison 1980 entwickelte Hymer erstmals die bis heute für Hymer typische PUAL-Bauweise. Ein Wandaufbau in Sandwichbauweise bestehend aus einer Aluminium-Außenhaut sowie einer Dämmung aus Polyurethanschaum.
Ab 1990 war das Unternehmen als Hymer AG unter der Wertpapierkennnummer 609670 börsennotiert. 77 Prozent der Aktien waren dabei in Familienbesitz.

### Ab 1991: Übernahmen und Konzernaufbau

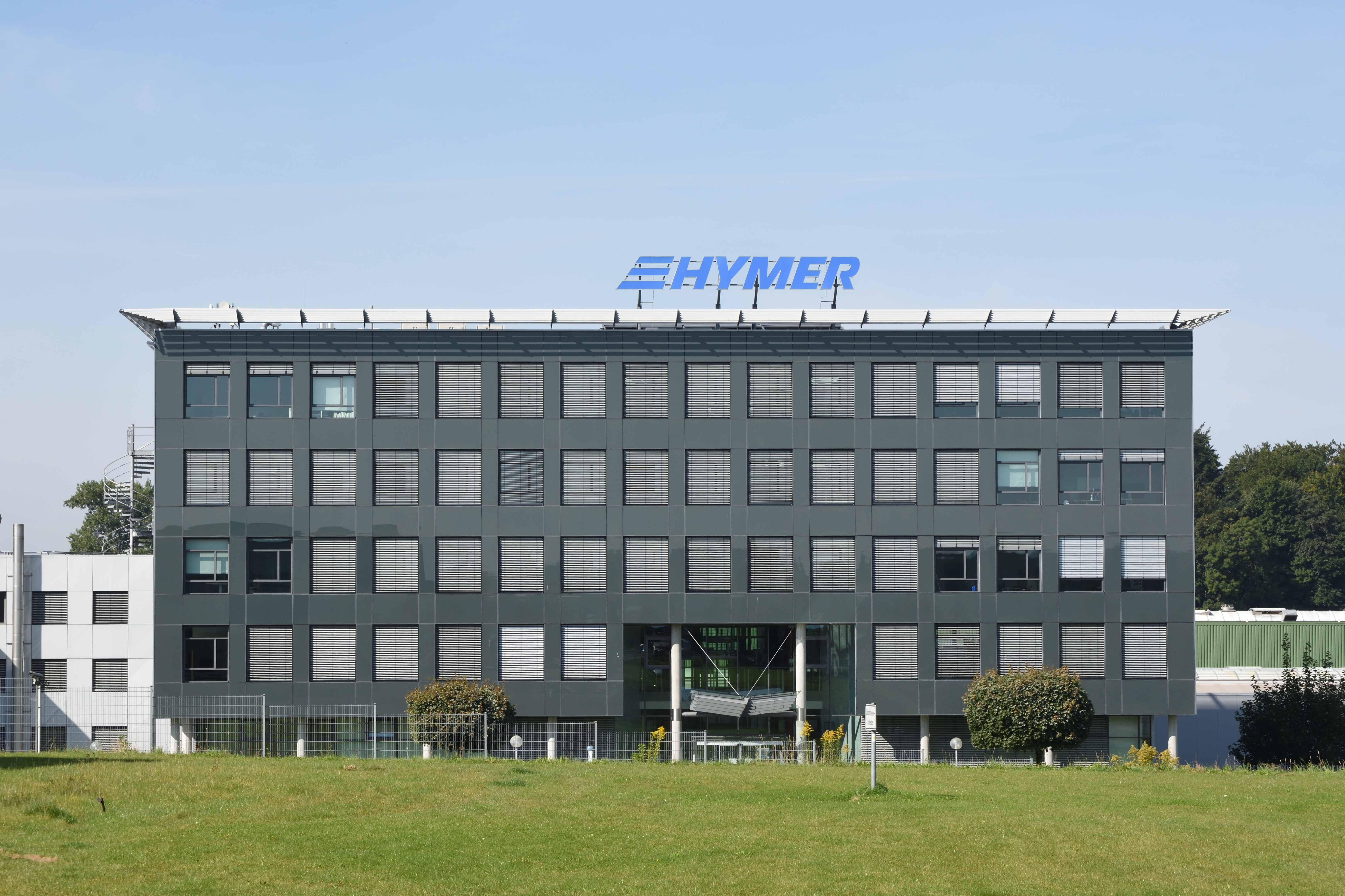
Verwaltungsgebäude bei Bad Waldsee

1991 erwarb Erwin Hymer die Marken Dethleffs, T.E.C. und Lord Münsterland Caravan (LMC). Die Marken wurden unter dem Dach der von Erwin Hymer direkt gehaltenen CMC Caravan Verwaltungs GmbH zusammengefasst.
1995 wurde das Unternehmen als erster Hersteller in der Caravaningbranche nach dem Qualitätsmanagementsystem DIN EN ISO 9001 zertifiziert. Im nachfolgenden Jahr erwarb die Hymer AG den Reisemobilhersteller Niesmann + Bischoff.
1998 gründeten Erwin Hymer und der ehemalige Smart-Projektleiter Johann Tomforde ein Entwicklungs- und Designzentrum in Pforzheim. Hier wurden in den Folgejahren Designs entwickelt wie der Aero Tourist das erste Crossover-Freizeitmobil All in one (2001) oder der Bürstner T Avantgarde (2002). 1998 wurde aus den Zubehörabteilungen der Herstellermarken Hymer und Dethleffs heraus der Zubehörgroßhändler Movera GmbH gegründet. Er sollte in erster Linie die Caravan- und Reisemobilhändler bedienen, die Fahrzeuge aus der Hymer-Gruppe vertrieben. Im selben Jahr übernahm die Hymer AG den Caravanhersteller Bürstner. 2000 wurde der italienische Reisemobilhersteller Laika Caravans erworben.
Im Oktober 2004 verließ das 100.000. Hymer-Reisemobil die Produktionshallen in Bad Waldsee. Im Jahr 2005/2006 folgte, zusammen mit der Dethleffs GmbH, die Gründung der Capron GmbH, welche Fahrzeuge der Marken Carado und Sunlight herstellt.
2006 eröffnet die Hymer AG gemeinsam mit der CMC ein neues Werk in Neustadt (Sachsen). Dort wurden die neuen Marken Carado und Sunlight produziert. Die Produktionsstätte war jeweils zu 50 Prozent im Besitz der Hymer AG und der CMC. Ebenfalls 2006 eröffnete die Hymer AG in Wertheim-Bettingen das „Expocamp“, eine über 17.000 m² große Ausstellungsfläche für Reisemobile und Caravans, die 2015 in „Erwin Hymer World“ umbenannt wurde. 2007 schied Erwin Hymer aus dem Aufsichtsrat aus.
Die Hymer France S.A.S. mit Sitz im französischen Cernay, die im Hymer-Konzern als reines Produktionsunternehmen agierte, meldete Ende November 2009 Insolvenz an.
Der Hymer-Konzern verzeichnete im Geschäftsjahr 2010/2011 mit einer Mitarbeiterzahl von knapp 2600 einen Jahresumsatz von 792 Millionen Euro. Abgesetzt wurden 14.243 Reisemobile und 6.317 Caravans.
Am 14. Juni 2011 wurde die Erwin Hymer Vermögensverwaltungs AG mit Sitz in München als Beteiligungsgesellschaft für die Unternehmensgruppe gegründet.
Am 29. Oktober 2011 wurde am Standort Bad Waldsee, das für 17 Millionen Euro durch die Erwin-Hymer-Stiftung erbaute Erwin-Hymer-Museum eröffnet.

### 2013–2015: Umstrukturierung zur „Erwin Hymer Group“

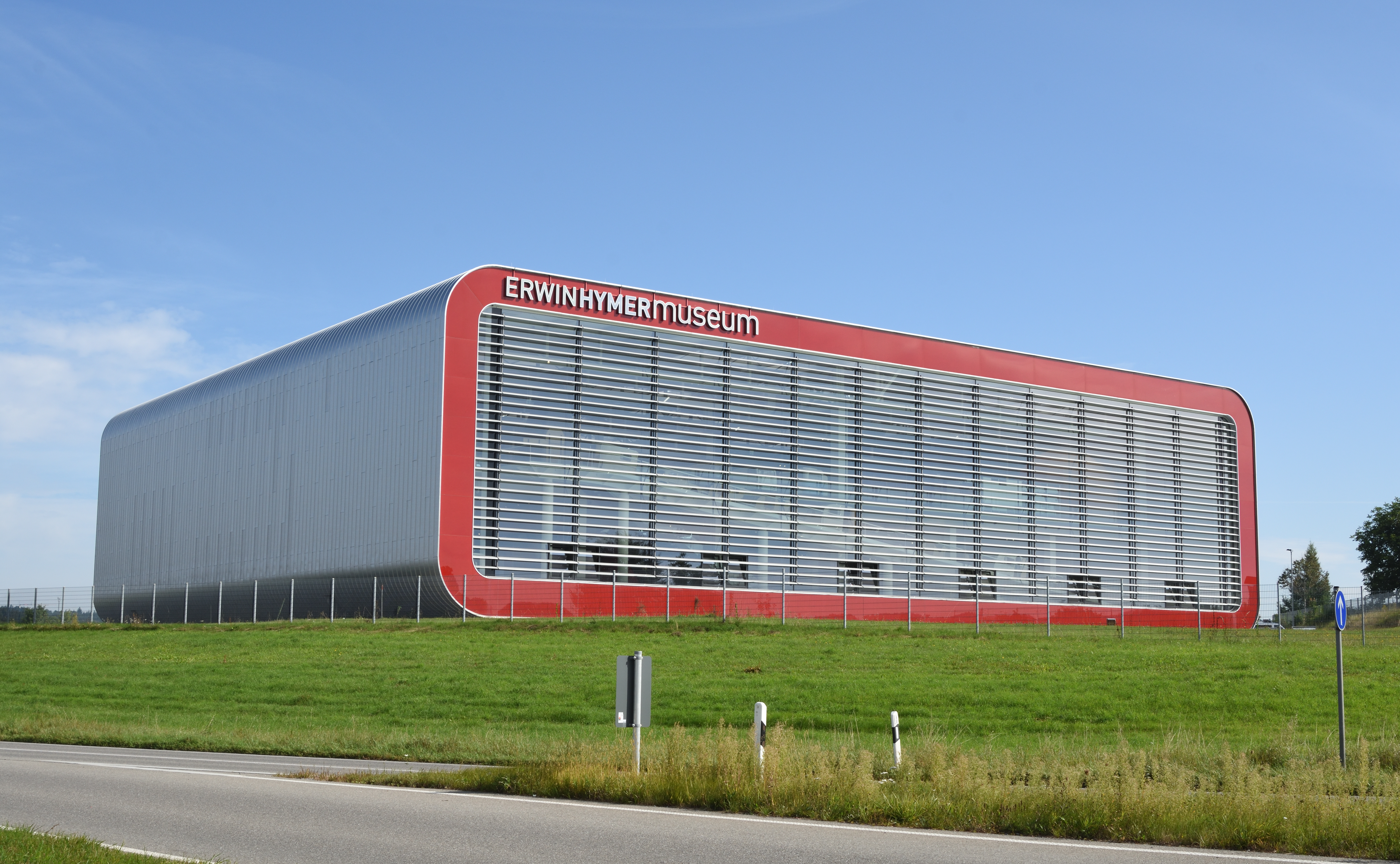
Erwin-Hymer-Museum

Am 11. April 2013 starb der Gründer Erwin Hymer, der in den zwei Jahren zuvor Aktien der Hymer AG aus dem Streubesitz aufgekauft hatte. Im selben Monat wurde auf der Hauptversammlung der Zwangsausschluss (Squeeze Out) der Kleinanleger und damit der Rückzug von der Börse beschlossen. Die Barabfindung für die Übertragung der restlichen Aktien auf die Erwin Hymer Vermögensverwaltungs AG (EHVV) wurde dabei auf 56,82 Euro je Aktie festgelegt. Am 27. Mai 2013 erfolgte schließlich das Delisting der Hymer AG von der Börse. Die EHVV als Hauptaktionärin der Unternehmensgruppe hielt zu dem Zeitpunkt bereits 98,2 Prozent der Hymer-Aktien.
Im Rahmen der folgenden Umstrukturierungen wurde am 5. März 2015 die Hymer GmbH & Co. KG, Bad Waldsee als Tochtergesellschaft der Erwin Hymer Vermögensverwaltungs AG gegründet und übernahm durch den Übernahmevertrag vom 16. April 2015 den Bereich Hymer-Geschäftsbetrieb mit den dazugehörigen Vermögenswerten von der Hymer AG. Die CMC Caravan GmbH & Co. Beteiligungs-KG wurde umfirmiert in CMC Caravan AG & Co. Beteiligungs-KG. und am 9. Dezember 2015 mit der Kommanditgesellschaft unter der „Erwin Hymer Group AG & Co. KG“, verschmolzen. Bis zum 31. August 2015 oblag die Geschäftsführung der CMC Caravan-Verwaltungs GmbH in Bad Waldsee. Seit dem 1. September 2015 oblag die Geschäftsführung der Erwin Hymer Group Verwaltungs AG in Altheim (Oberösterreich). Seit demselben Zeitpunkt ist die Erwin Hymer Group AG & Co. KG Dachgesellschaft des gesamten Konzerns.
Auch in diesem Zeitraum wuchs der Konzern weiter durch Akquisitionen: 2013 erwarb CMC den Fahrwerkspezialist Goldschmitt techmobil und 2014 wurde 3DOG Camping, eine Hamburger Manufaktur für Zeltanhänger, erworben.

### Entwicklung ab 2016

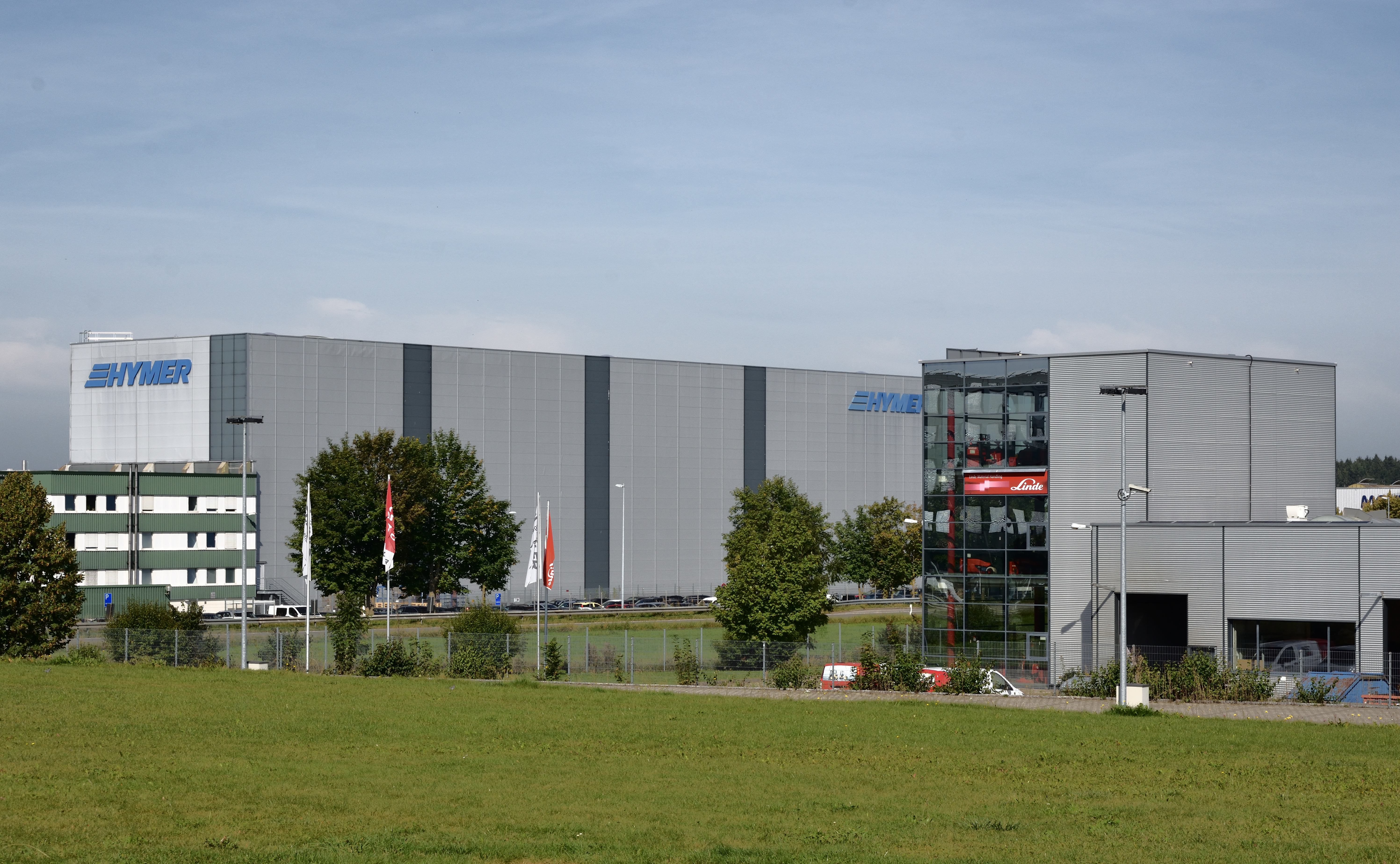
Fabrikationshalle

2016 wurde Etrusco, eine weitere Marke im Einstiegssegment, gegründet. Etrusco und Laika Caravans werden am Standort im italienischen San Casciano produziert. Der Hauptsitz der Marken Carado, Sunlight und Etrusco befindet sich in Leutkirch im Allgäu.
2016 erfolgte die Akquisition von Roadtrek, einer nordamerikanischen Marke für Camper Vans. Im gleichen Jahr wurde die Tochtergesellschaft Erwin Hymer Group North America gegründet. Unter ihrem Dach werden die Produktmarken Roadtrek, Carado und Hymer Sunlight vertrieben.
2017 erwarb die Erwin Hymer Group den britischen Wohnmobil- und Caravanhersteller „The Explorer Group“ mit seinen Marken Buccaneer, Compass, Elddis und Xplore. Im selben Jahr erfolgte die Gründung der Tochtergesellschaft Erwin Hymer Group UK sowie die Übernahme der nordamerikanischen Reisemobil-Vermietung Best Time RV mit Sitz in Las Vegas.
Am 18. September 2018 teilte der US-amerikanische Wohnmobil-Hersteller Thor Industries mit, Hymer zu einem Preis von 2,1 Milliarden Euro zu kaufen. Ursprünglich wollte Hymer lediglich einen Kapitalgeber für den Einstieg in den US-amerikanischen Markt finden, entschloss sich dann aber für eine vollständige Übernahme durch Thor Industries. Die vollständige Übernahme zu einem 170 Millionen Euro geringeren Kaufpreis wurde im Februar 2019 bekanntgegeben.

## Marken und Geschäftsbereiche

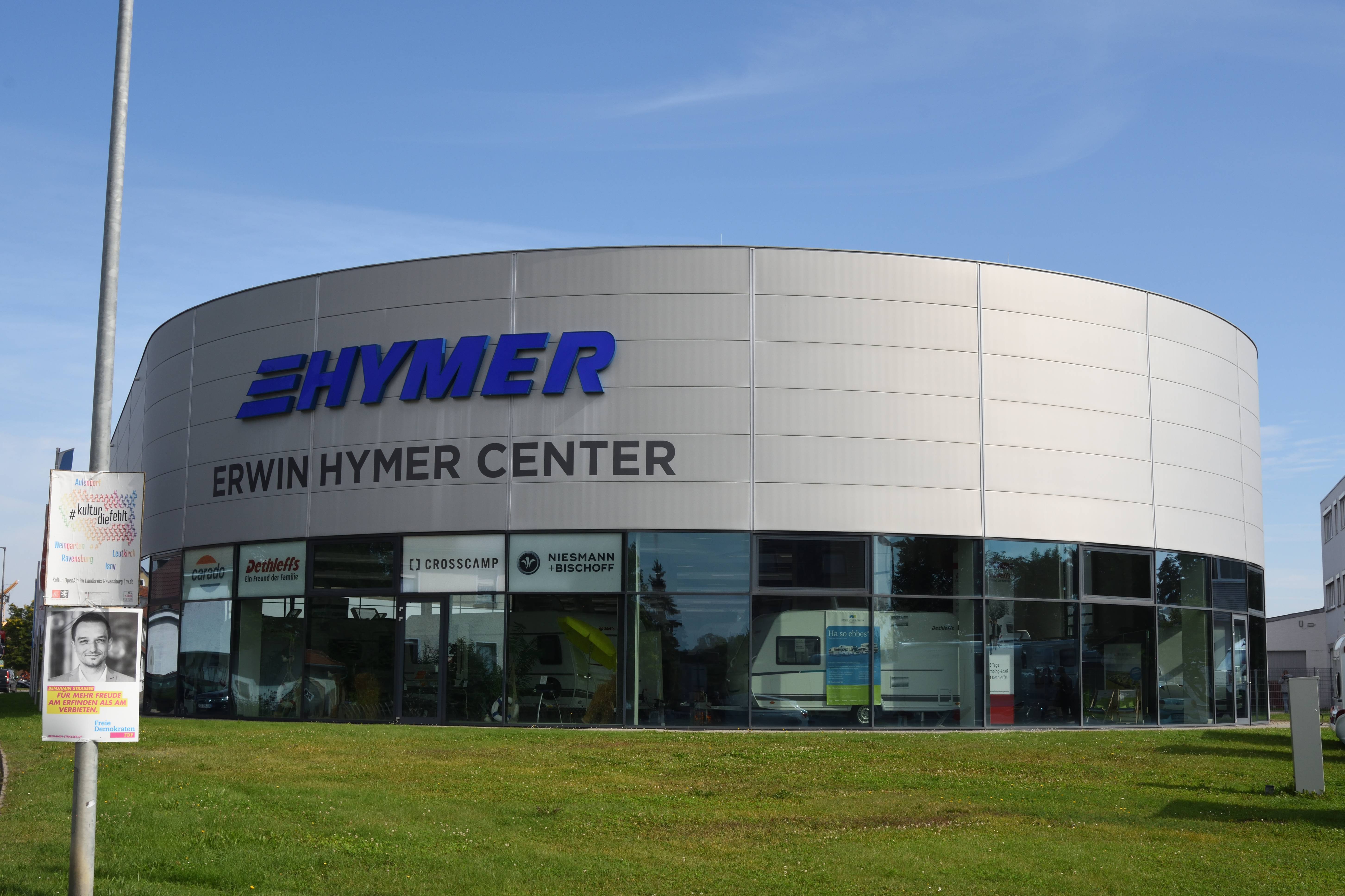
Kundenzentrum

Die Erwin Hymer Group ist eine 100-prozentige Tochtergesellschaft von Thor Industries, einem der weltweit führenden Hersteller von Freizeitfahrzeugen mit knapp über 22.000 Mitarbeitern. Die Erwin Hymer Group vereint Hersteller von Reisemobilen und Caravans, Zubehörspezialisten sowie Miet- und Finanzierungsservices unter einem Dach. Zur Erwin Hymer Group gehören die Reisemobil- und Caravanmarken Buccaneer, Bürstner, Carado, Crosscamp, Dethleffs, Elddis, Eriba (erfunden von Erich Bachem), Etrusco, Hymer, Laika, LMC, Niesmann+Bischoff, Sunlight und Xplore, die Vermietgesellschaften Crossrent, McRent und rent easy, der Fahrwerkspezialist Goldschmitt, der Zubehörspezialist Movera sowie das Reiseportal freeontour.
Die Erwin Hymer Group SE und die Hymer GmbH & Co. KG sind Mitglieder im Wirtschaftsverband Industrieller Unternehmen Baden.